# Matthias Hieber

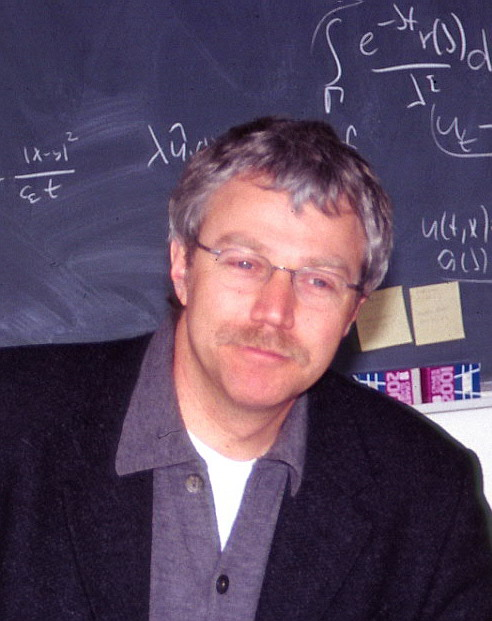
Matthias Hieber, 2000

Matthias Hieber (* 1959) ist ein deutscher Mathematiker. Er ist Professor am Fachbereich Mathematik der Technischen Universität Darmstadt und leitet die Arbeitsgruppe Angewandte Analysis.

## Leben
Matthias Hieber wurde 1989 an der Universität Tübingen bei Helmut H. Schaefer und Wolfgang Arendt promoviert (Titel der Dissertation: Integrated semigroups and differential operators on Lp). Seit mindestens 2000 leitet er die Arbeitsgruppe Angewandte Analysis an der TU Darmstadt.
Hieber ist außerdem Vizedirektor des Mathematischen Forschungsinstituts Oberwolfach der Leibniz-Gemeinschaft.

## Wissenschaftliche Arbeit
Hieber beschäftigt sich vor allem mit der Hydrodynamik, über die er bisher über 80 Artikel veröffentlichte.

## Schriften
- mit Wolfgang Arendt, Charles J. K. Batty, Frank Neubrander: Vector-valued Laplace transforms and Cauchy problems. Monographs in Mathematics. 96. Birkhäuser, Basel 2001.
- mit Robert Denk und Jan Prüss: R-boundedness, Fourier multipliers and problems of elliptic and parabolic type. Mem. Am. Math. Soc. 788, 2003.
- mit Jan Prüss: Heat kernels and maximal {\displaystyle L^{p}}-{\displaystyle L^{q}} estimates for parabolic evolution equations. Commun. Partial Differ. Equations 22, No. 9–10, 1647–1669 (1997).
- mit Hermann Kellerman: Integrated semigroups. J. Funct. Anal. 84, No. 1, 160–180 (1989).
- mit Robert Denk und Jan Prüss: Optimal {\displaystyle L^{p}}-{\displaystyle L^{q}}-estimates for parabolic boundary value problems with inhomogeneous data. Math. Z. 257, No. 1, 193–224 (2007).